# Autostrada A12 (Italia)
L'autostrada A12 è un tracciato che collega Genova con Cecina e Tarquinia con Roma attraverso il litorale tirrenico. 

## Storia
L'autostrada A12 è stata aperta al traffico in più fasi funzionali:
| Data             | Tratta                                    | Lunghezza |
| ---------------- | ----------------------------------------- | --------- |
| 15 dicembre 1965 | Recco-Rapallo                             | 5,6 km    |
| 18 dicembre 1966 | Genova Nervi-Recco                        | 11,3 km   |
| 31 gennaio 1967  | Roma-Civitavecchia Porto                  | 65,1 km   |
| 11 giugno 1967   | Viareggio - Pisa Nord                     | 16,9 km   |
| 18 dicembre 1967 | Interconnessione con A7-Genova Nervi      | 11,5 km   |
| 27 ottobre 1968  | Rapallo-Chiavari                          | 9,9 km    |
| 1º marzo 1969    | Lavagna-Sestri Levante                    | 7,6 km    |
| 9 luglio 1969    | Brugnato Borghetto Vara-Carrara           | 34 km     |
| 2 agosto 1969    | Chiavari-Lavagna                          | 2,8 km    |
| 31 luglio 1970   | Casello di Genova Est                     |           |
| 18 marzo 1971    | Sestri Levante-Brugnato Borghetto Vara    | 27 km     |
| 7 gennaio 1975   | diramazione Fornola-La Spezia             |           |
| 7 gennaio 1975   | Carrara-Livorno                           | 63 km     |
| 3 luglio 1993    | Livorno-Rosignano Marittimo               | 35 km     |
| 8 giugno 2012    | Rosignano Marittimo-San Pietro in Palazzi | 4,5 km    |
| 1º aprile 2016   | Civitavecchia Porto-Tarquinia             | 14,6 km   |

Il 7 agosto 1981 fu definitivamente soppressa la barriera di pedaggio di Sestri Levante, che fino ad allora separava i tronchi di pertinenza delle società Autostrade e SALT. Sempre nel corso degli anni ottanta fu aperto il casello di Carrodano, in seguito rinominato "Carrodano-Levanto".
La tratta Roma-Civitavecchia, che originariamente non aveva nulla che vedere col resto dell'opera ed era catalogata come A16 (ora l'A16 è la Napoli - Canosa che prima si chiamava A17), venne aperta al traffico il 31 gennaio 1967 dopo cinque anni di lavori. Il 17 luglio 2015 fu aperto al traffico un prolungamento di 4 km fino al ponte sul fiume Mignone. Il 31 luglio 2015 venne aperto anche il tratto successivo fino a Tarquinia (ulteriori 10,5 km), anche se con una configurazione provvisoria e limite di 60 km/h. Il 22 marzo 2016 viene aperta provvisoriamente la tratta Civitavecchia Porto-Tarquinia (adattamento a sede autostradale della strada statale Aurelia esistente), con apertura al traffico definitiva avvenuta il 1º aprile 2016. Dal 2 aprile 2016 il limite di velocità tra Civitavecchia Porto e Tarquinia è stato definitivamente alzato a 130 km/h.

## L'autostrada oggi

### Tratto Genova-Livorno

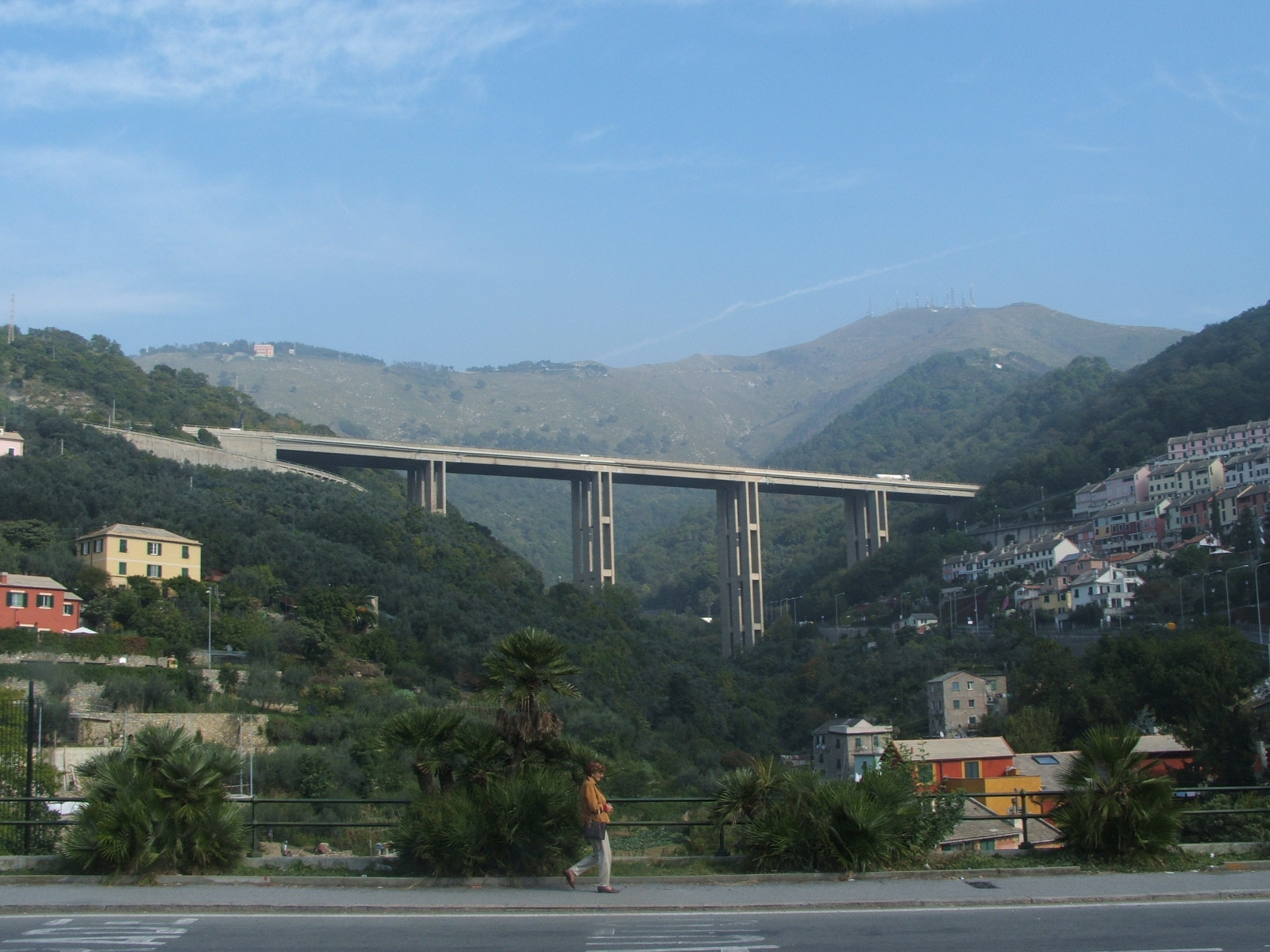
Viadotto autostradale sulla A12 nei pressi del casello di Genova Nervi

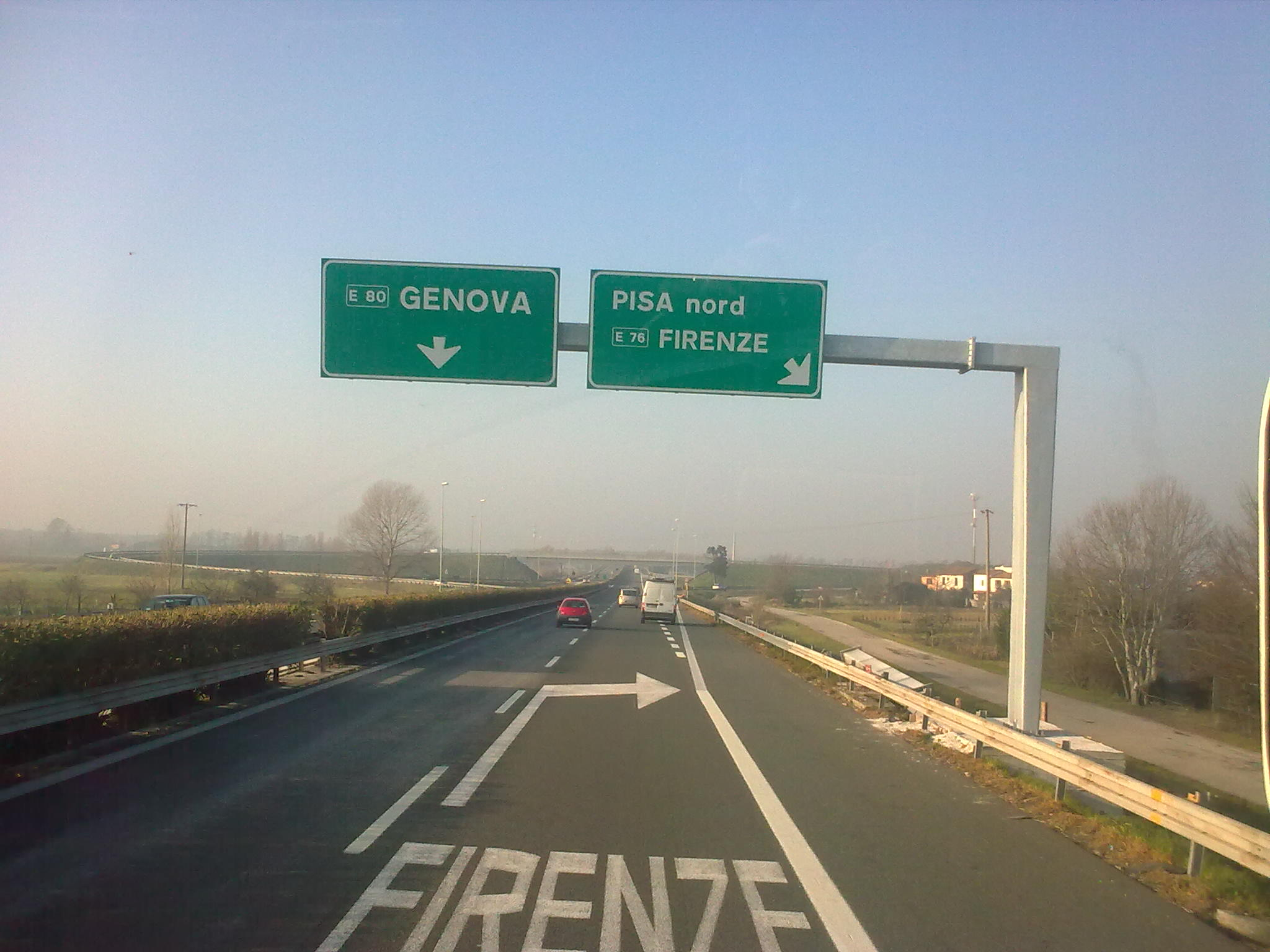
Svincolo A12 al km 151 verso Genova e connessione con la A11 Firenze-Mare

Ha origine dall'autostrada A7, nel quartiere Bolzaneto a Genova, e con una serie di gallerie e viadotti oltrepassa l'abitato urbano, quindi percorre a mezza costa tutta la Riviera di Levante con uscite a Genova Est, Genova-Nervi, Recco, Rapallo, Chiavari, Lavagna e Sestri Levante. Qui si stacca dalla costa e s'insinua nella val di Vara per giungere a La Spezia, dove incrocia l'autostrada A15 a Santo Stefano Magra, per poi arrivare a Sarzana e proseguire verso il confine toscano.
Entra in territorio toscano e, parallela alla costa, serve gli abitati di Carrara, Massa, Versilia e Viareggio. Dopo le due intersezioni con la bretella di Lucca e con l'autostrada A11 arriva a Pisa, (uscite Nord e Centro) e prosegue fino all'uscita di Livorno, posta alle porte di Stagno, che fino al 1993 è stata il termine della tratta e da dove parte il raccordo con la variante Aurelia, a sua volta in diretta comunicazione con la strada di grande comunicazione Firenze-Pisa-Livorno.

### Tratto Livorno-San Pietro in Palazzi
Dopo l'uscita di Livorno, l'autostrada prosegue per un tratto in viadotto verso l'interno, toccando Collesalvetti (località Mortaiolo), dove si allaccia alla suddetta superstrada Firenze-Pisa-Livorno, per giungere quindi alla barriera di Rosignano; dalla barriera l'autostrada prosegue per un tratto di circa 3 km, raccordandosi quindi alla variante Aurelia in prossimità dell'uscita di Cecina Nord, nei pressi di San Pietro in Palazzi, frazione nord di Cecina.
Il tratto Genova - Sestri Levante è gestito da Autostrade per l'Italia, il successivo fino a Livorno dalla S.A.L.T. (gruppo ASTM) e quello breve e conclusivo Livorno - San Pietro in Palazzi è concesso alla società S.A.T. (Autostrade per l'Italia).

### Tratto Tarquinia-Roma
Il tratto da Roma a Civitavecchia, in origine classificato "A16", venne aperto al traffico nel dicembre 1966 e inaugurato il 18 gennaio dell'anno successivo alla presenza dei ministri Andreotti, Bo e Mancini.
Si snoda dall'autostrada A91 Roma-Fiumicino e corre accanto a una delle piste dell'aeroporto internazionale Leonardo da Vinci fino a Fregene. Seguono le uscite di Torrimpietra, Cerveteri-Ladispoli, Santa Marinella-Santa Severa, Civitavecchia (Sud e Nord) e i nuovi svincoli di Civitavecchia Porto, Monte Romano e Tarquinia. L'autostrada finisce a nord di Tarquinia innestandosi sulla Aurelia.

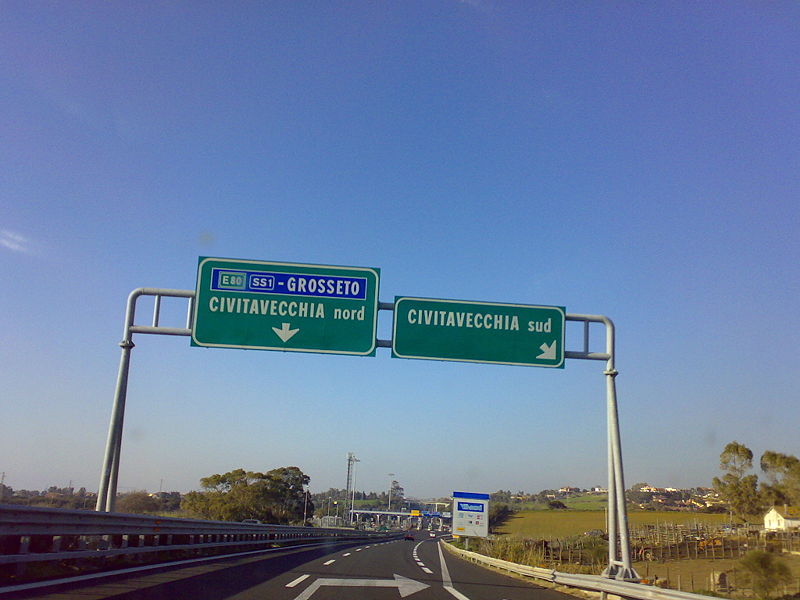
L'uscita di Civitavecchia sud in direzione SS1 Aurelia

Questo tratto era originariamente numerato A16 e solo in seguito si è deciso di riconsiderarlo assieme al tratto Genova-Rosignano Marittimo come parte di un'autostrada tirrenica: la numerazione A16 è stata quindi assunta dall'autostrada Napoli-Canosa, nota fino ad allora come A17. Forse il cambio dei nomi è dovuto a motivi scaramantici.
Il tratto Roma-Civitavecchia Porto è gestito da Autostrade per l'Italia, mentre il restante Civitavecchia Porto-Tarquinia da S.A.T.
Attualmente alla tratta Roma-Civitavecchia è attribuita anche la classificazione interna di Autostrade per l'Italia A92. Tale classificazione però non è presente né sulla segnaletica né nei pannelli integrativi in prossimità dei cavalcavia.
Una particolarità riguarda un tratto non soggetto a pagamento, comune anche ad altre autostrade, a causa di un sistema di pedaggio aperto (dove cioè si paga un forfait quando si passa un casello, indipendentemente dalla distanza percorsa). Per quanto riguarda la Roma-Civitavecchia sono presenti due svincoli interni alle due barriere, in corrispondenza dei quali non sono presenti strutture di pagamento di pedaggio: questo fa sì che il tratto compreso tra gli svincoli di Santa Severa-Santa Marinella e Cerveteri possa essere percorso in entrambe le direzioni a costo zero. Inoltre allo svincolo di Civitavecchia Nord il casello per il pagamento del pedaggio non è mai entrato in funzione, fino a essere smantellato nel gennaio del 2009, quindi esso risulta essere uno svincolo a costo zero. Conseguentemente anche il tratto tra svincolo di Tarquinia, svincolo di Monte Romano, svincolo di Civitavecchia Porto e svincolo di Civitavecchia Nord è a costo zero. Una situazione simile si ha sulle autostrade A8 e A9.

### Tratto San Pietro in Palazzi-Tarquinia
Il collegamento tra San Pietro in Palazzi e Tarquinia è affidato fino a Grosseto alla variante Aurelia, una superstrada a quattro corsie, mentre da Grosseto a Tarquinia è necessario percorrere la via Aurelia, che presenta quindi incroci a raso, tratti alberati e l'attraversamento di numerosi centri abitati.

#### La mancata realizzazione del tratto autostradale
Il 15 dicembre 2009 venne inaugurato il cantiere del primo lotto di circa 4 km della tratta verso Civitavecchia, tra Rosignano Marittimo e San Pietro in Palazzi (verso l'uscita di Cecina Nord della Variante Aurelia), il cui completamento avvenne nel 2012.
Il 27 giugno 2011 furono inaugurati i primi 1,5 km e la nuova barriera di Vada-Rosignano che consentono l'ingresso diretto dalla Variante Aurelia in A12 senza passare per le rampe di svincolo.
Il 6 maggio 2011 il CIPE approvò la delibera sul tratto di 16,5 km Civitavecchia Porto - Tarquinia, i cui lavori partirono nell'ottobre 2011 e consistono nell'ampliamento della sede stradale dell'attuale SS 1 Aurelia, a opera di Pavimental. I primi 4 km, tra Civitavecchia Porto e il ponte sul fiume Mignone, furono aperti al traffico il 17 luglio 2015. L'intera tratta è operativa dal 1º aprile 2016.
Il 27 settembre 2013 il CIPE ha approvato il progetto definitivo della tratta Tarquinia-San Pietro in Palazzi, comprendente i lotti 2, 3, 5A, 6B, e sbloccato 2 miliardi di euro di finanziamento privato.
Il 13 maggio 2015 è stato firmato il protocollo per completare il tracciato. Per il tratto Nord, da San Pietro in Palazzi a Grosseto, era previsto l'ampliamento della Variante Aurelia, mentre per il tratto Sud, da Grosseto a Tarquinia, il tracciato sarebbe stato posto il più possibile in sovrapposizione all'asse della statale Aurelia. L'autostrada sarebbe rimasta in concessione a SAT S.p.A. fino al 31 dicembre 2046, dopodiché lo Stato avrebbe acquisito per 3,77 miliardi l'autostrada stessa (delibera CIPE 78/2010).
Nel marzo 2019 il CIPE, nella relazione di bilancio 2018, presentò una modifica del progetto nell'ottica di project review del governo. Da San Pietro in Palazzi a Grosseto la Variante Aurelia, che sarebbe rimasta una strada extraurbana principale, sarebbe stata adeguata agli standard autostradali; da Grosseto ad Ansedonia sarebbero stati eliminati tutti gli incroci a raso dal tracciato, che sarebbe stato a quattro corsie in sede protetta; infine da Ansedonia a Tarquinia sarebbe stata costruita ex novo una nuova autostrada senza soluzione di continuità con quella attuale. Il costo previsto per l'intera opera era di 270 milioni di euro. 
Il 13 febbraio 2020 il decreto Milleproroghe ha tuttavia demandato il progetto da SAT ad Anas con un contributo di 36,5 milioni di euro.

## Tabella percorso

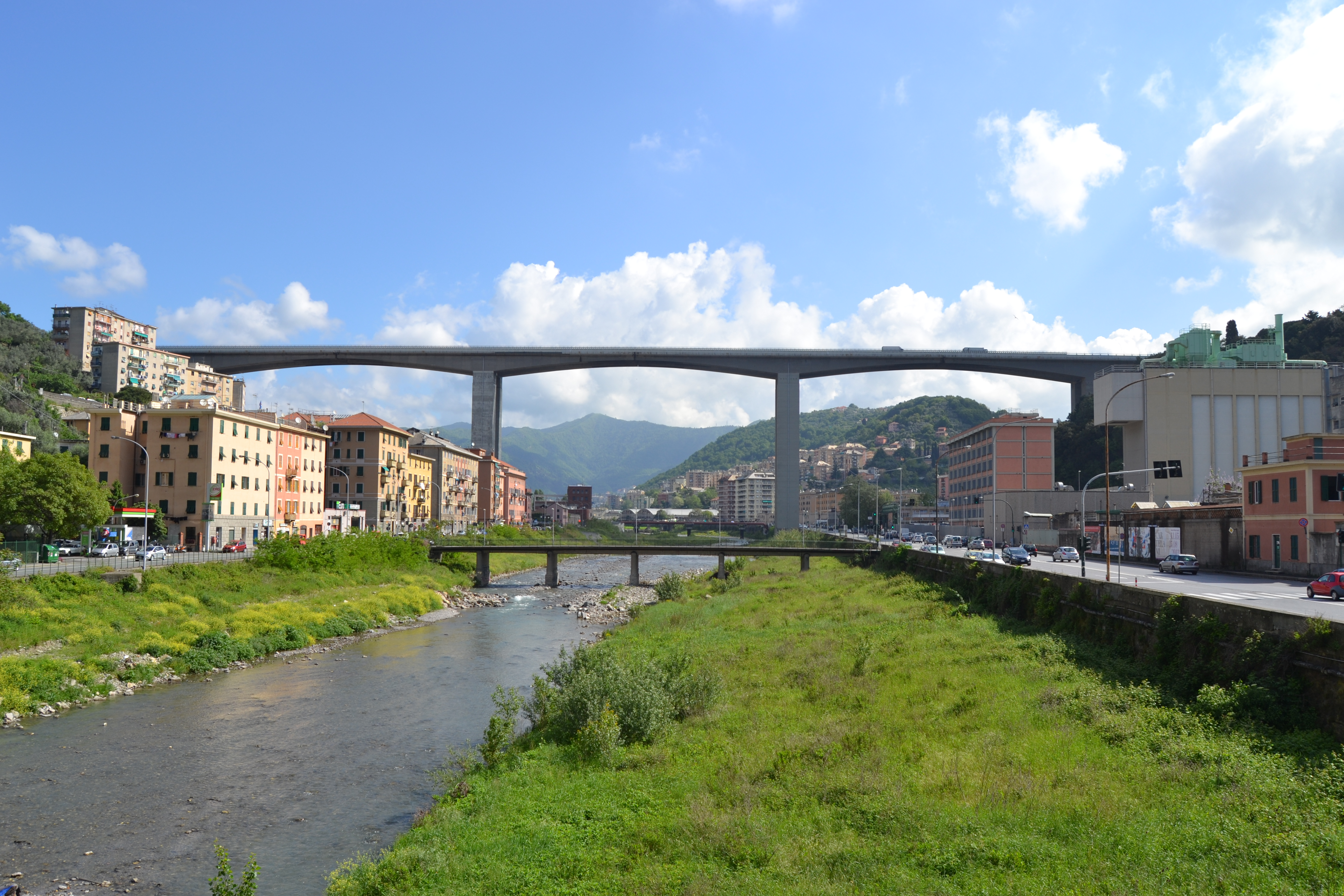
Il viadotto Bisagno

| GENOVA - ROMA Autostrada Azzurra | |       |       |      |                |
| Tipo                             | Indicazione | ↓km↓  | ↑km↑  | Area | Strada europea |
|                                  | Milano - Genova Ovest Ventimiglia | 0     | 463,7 | GE   |                |
|                                  | Genova Est | 4,2   | 459,5 | GE   |                |
|                                  | Area di parcheggio "Priaruggia" |       |       | GE   |                |
|                                  | Genova Nervi | 11,5  | 452,2 | GE   |                |
|                                  | Area di servizio "Sant'Ilario" | 14,5  |       | GE   |                |
|                                  | Area di parcheggio "Rupanego" |       |       | GE   |                |
|                                  | Recco | 22,8  | 440,9 | GE   |                |
|                                  | Area di parcheggio "Poggio" | 24,3  |       | GE   |                |
|                                  | Area di parcheggio "Caravaggio" | 26,4  |       | GE   |                |
|                                  | Rapallo | 28,4  | 435,3 | GE   |                |
|                                  | Area di parcheggio "Campodonico" |       |       | GE   |                |
|                                  | Chiavari | 38,3  | 425,4 | GE   |                |
|                                  | Lavagna | 41,1  | 422,6 | GE   |                |
|                                  | Sestri Levante | 48,7  | 415,0 | GE   |                |
|                                  | Area di servizio "Riviera" | 48,8  |       | GE   |                |
|                                  | Deiva Marina | 60,5  | 403,2 | SP   |                |
|                                  | Carrodano - Levanto | 70,1  | 393,6 | SP   |                |
|                                  | Brugnato - Borghetto Vara | 75,8  | 387,9 | SP   |                |
|                                  | Area di servizio "Brugnato" | 76,8  |       | SP   |                |
|                                  | Albiano Magra - Ceparana | 93    | 370,7 | SP   |                |
|                                  | La Spezia - Parma Porto della Spezia Santo Stefano di Magra Parco nazionale delle Cinque Terre Portovenere - Lerici                        | 94,4  | 369,3 | SP   |                |
|                                  | Area di servizio "Magra" | 96,5  |       | SP   |                |
|                                  | Sarzana | 101,6 | 362,1 | SP   |                |
|                                  | Area di parcheggio "Luni" Luni antica | 108,5 |       | SP   |                |
|                                  | Carrara | 110,0 | 353,7 | MS   |                |
|                                  | Massa | 116,4 | 347,3 | MS   |                |
|                                  | Versilia | 127,9 | 335,8 | LU   |                |
|                                  | Area di servizio "Versilia" | 131,2 |       | LU   |                |
|                                  | Lucca - Firenze Viareggio | 135,7 | 328,0 | LU   |                |
|                                  | Firenze Pisa nord | 151,0 | 312,7 | PI   |                |
|                                  | Pisa Centro SGC FI-PI-LI G. Galilei | 161,6 | 302,1 | PI   |                |
|                                  | Area di servizio "Castagnolo" | 163,5 |       | PI   |                |
|                                  | Livorno Porto SGC Variante Aurelia SGC FI-PI-LI                                                                                            | 170,7 | 293,0 | PI   |                |
|                                  | Collesalvetti SGC FI-PI-LI | 177,8 | 285,9 | LI   |                |
|                                  | Area di servizio "Savalano" | 196,0 |       | LI   |                |
|                                  | Area di servizio "Fine" | 200,1 |       | LI   |                |
|                                  | Rosignano Marittimo SGC Variante Aurelia Livorno                                                                                           | 205,9 | 257,8 | LI   |                |
|                                  | Barriera Rosignano | 206,9 | 256,8 | LI   |                |
|                                  | Fine tratto autostradale | 210,0 | 253,7 | LI   |                |
|                                  | Cecina Nord | 212,3 | 251,4 | LI   |                |
|                                  | Cecina Centro di Val di Cecina Volterra | 214,1 | 249,6 | LI   |                |
|                                  | Cecina Sud - La California | 218,9 | 244,8 | LI   |                |
|                                  | Castagneto - Donoratico |       |       | LI   |                |
|                                  | San Vincenzo nord |       |       | LI   |                |
|                                  | San Vincenzo sud |       |       | LI   |                |
|                                  | Area di servizio "Venturina" |       |       | LI   |                |
|                                  | Venturina - Piombino Via Val di Cornia Piombino Porto di Piombino Traghetti per Isola d'Elba e Arcipelago Toscano Stabilimenti siderurgici |       |       | LI   |                |
|                                  | Area di servizio "Campiglia" |       |       | LI   |                |
|                                  | Vignale Riotorto |       |       | LI   |                |
|                                  | Follonica nord |       |       | GR   |                |
|                                  | Area di servizio "Follonica" |       |       | GR   |                |
|                                  | Follonica est - Massa Marittima |       |       | GR   |                |
|                                  | Area di servizio "Scarlino" |       |       | GR   |                |
|                                  | Scarlino |       |       | GR   |                |
|                                  | Gavorrano |       |       | GR   |                |
|                                  | Area di servizio "Gavorrano" |       |       | GR   |                |
|                                  | Gavorrano scalo |       |       | GR   |                |
|                                  | Giuncarico |       |       | GR   |                |
|                                  | Braccagni |       |       | GR   |                |
|                                  | Area di servizio "Braccagni" |       |       | GR   |                |
|                                  | Area di servizio "Grosseto" |       |       | GR   |                |
|                                  | Grosseto nord |       |       | GR   |                |
|                                  | Grosseto Roselle di Paganico Siena Raccordo Firenze-Siena Sinalunga Milano-Napoli Perugia                                                  |       |       | GR   |                |
|                                  | Grosseto Est Zona industriale |       |       | GR   |                |
|                                  | Grosseto sud |       |       | GR   |                |
|                                  | Area di servizio "Rispescia" |       |       | GR   |                |
|                                  | Fonteblanda |       |       | GR   |                |
|                                  | Area di servizio "Capalbio Ovest" |       |       | GR   |                |
|                                  | Capalbio |       |       | GR   |                |
|                                  | Area di servizio "Capalbio Est" |       |       | GR   |                |
|                                  | Pescia Romana |       | 105,3 | VT   |                |
|                                  | Centrale Enel |       | 93,6  | VT   |                |
|                                  | Montalto di Castro |       | 89,6  | VT   |                |
|                                  | Riva dei Tarquini |       | 83,1  | VT   |                |
|                                  | Inizio tratto autostradale |       | 79,3  | VT   |                |
|                                  | Barriera Tarquinia | 385,7 | 77,8  | VT   |                |
|                                  | Tarquinia |       | 75,6  | VT   |                |
|                                  | Monte Romano Orte-Viterbo Milano-Napoli Terni-Perugia-Cesena-Ravenna                                                                       | 393,0 | 70,5  | VT   |                |
|                                  | Area di parcheggio "Mignone" |       | 68,5  | VT   |                |
|                                  | Area di servizio "Corneto" |       | 65,8  | VT   |                |
|                                  | Civitavecchia Porto Via Aurelia | 397,6 | 65,1  | VT   |                |
|                                  | Area di servizio "Tolfa" dismessa in direzione Roma                                                                                        |       | 59,5  | RM   |                |
|                                  | Civitavecchia Nord Porto | 406,2 | 57,5  | RM   |                |
|                                  | Area di parcheggio "S. Liborio" |       | 57,2  | RM   |                |
|                                  | Barriera Aurelia | 411,4 | 52,3  | RM   |                |
|                                  | Civitavecchia Sud | 411,5 | 52,2  | RM   |                |
|                                  | Area di parcheggio "Belvedere" |       | 44,2  | RM   |                |
|                                  | Santa Marinella - Santa Severa | 422,6 | 41,1  | RM   |                |
|                                  | Area di servizio "Tirreno" |       | 39,2  | RM   |                |
|                                  | Area di parcheggio "Alberobello" |       | 36,5  | RM   |                |
|                                  | Cerveteri - Ladispoli | 435,8 | 27,9  | RM   |                |
|                                  | Area di parcheggio "Il Pineto" |       | 20,5  | RM   |                |
|                                  | Torrimpietra Via Aurelia Firenze Grande Raccordo Anulare                                                                                   | 448,8 | 14,9  | RM   |                |
|                                  | Barriera Roma Ovest | 452,1 | 11,6  | RM   |                |
|                                  | Maccarese - Fregene | 452,4 | 11,3  | RM   |                |
|                                  | Area di servizio "Arrone" |       | 8,5   | RM   |                |
|                                  | Roma - Fiumicino Napoli Grande Raccordo Anulare                                                                                            | 463,7 | 0     | RM   |                |

## Bretella A11/A12
La bretella A11/A12, o diramazione Lucca-Viareggio, è un breve tratto autostradale di 18 chilometri, aperto al traffico nel 1973, che permette un più rapido percorso nella direttrice fra Firenze e Genova.
La bretella è a carreggiate separate a doppia corsia, senza corsia di emergenza. La segnaletica stradale è a fondo verde e presenta i segnali di inizio e fine autostrada.
Il limite di velocità sull'intera bretella è di 110 km/h.
Nel 2007 è stato inaugurato il nuovo assetto dell'intersezione tra la bretella e l'autostrada A12, eliminando le barriere di Lucca Ovest e Viareggio, in modo che sia possibile percorrere le autostrade senza fermate.
Il decreto legislativo del 29 ottobre 1999 n. 461 ha classificato questa diramazione come A11/A12, tuttavia nei pannelli integrativi di identificazione dei cavalcavia è indicata come A11.
È gestita da Concessioni del Tirreno.
| A11/A12 LUCCA OVEST - VIAREGGIO |                                 |      |      |           |
| Tipo                            | Indicazione                     | ↓km↓ | ↑km↑ | Provincia |
|                                 | Firenze-Pisa                    | 0,0  | 18,2 | LU        |
|                                 | Lucca Ovest                     | 0,7  | 17,5 | LU        |
|                                 | Area di servizio "Monte Quiesa" | 9,7  | 8,5  | LU        |
|                                 | Massarosa                       | 12,0 | 6,2  | LU        |
|                                 | Genova - Roma                   | 18,0 | 0,2  | LU        |
|                                 | Viareggio                       | 18,2 | 0,0  | LU        |

## A12 Diramazione Livorno
La diramazione Livorno della A12 si sviluppa per 4,5 km partendo dallo svincolo Livorno. Nel suo breve percorso prima s'interseca con la strada di grande comunicazione Firenze-Pisa-Livorno e poi confluisce nella variante Aurelia all'altezza di Stagno.
| A12 Livorno |                         |      |      |           |
| Tipo        | Indicazione             | ↓km↓ | ↑km↑ | Provincia |
|             | Genova-Rosignano        | 0,0  |      | PI        |
|             | Barriera Livorno        | 0,8  |      | PI        |
|             | Via Aurelia Stagno Nord | 1,3  |      | PI        |
|             | SGC FI-PI-LI Stagno Sud | 3,8  |      | LI        |
|             | Variante Aurelia        | 4,5  |      | LI        |

## Raccordo autostradale di Pisa
La strada, in concessione alla società Concessioni del Tirreno, non ha una denominazione ufficiale propria e non è compresa nell'elenco dei raccordi autostradali. Essa è collegata senza soluzione di continuità alla SGC FI-PI-LI, all'altezza dello svincolo di Pisa Ovest. È lunga 2,8 km e conduce al casello di Pisa Centro dell'Autostrada A12. Nel suo percorso, l'unica uscita è quella per San Piero a Grado e il litorale pisano, che vengono raggiunti mediante una bretella di 3 km, con carreggiate a corsia unica.
La strada è a carreggiata a doppia corsia, senza corsia di emergenza. La segnaletica stradale è a fondo verde e presenta i segnali d'inizio e fine autostrada.
I segnali identificativi dei cavalcavia sono di tipo autostradale e riportano il numero progressivo dell'Autostrada A12, mentre la numerazione progressiva chilometrica è un proseguimento di quella della contigua SGC FI-PI-LI.
Il limite di velocità sull'intero percorso è di 110 km/h.
| Raccordo A12 - FI-PI-LI |                                               |      |      |           |
| Tipo                    | Indicazione                                   | ↓km↓ | ↑km↑ | Provincia |
|                         | SGC Pisa-Firenze Pisa centro                  | 76,0 | 2,8  | PI        |
|                         | Marina di Pisa-Tirrenia Mare Porto Camp Darby | 78,5 | 0,3  | PI        |
|                         | Barriera Pisa Centro                          | 78,8 | 0,0  | PI        |
|                         | Genova - Livorno                              | 78,8 | 0,0  | PI        |

## Lavori e progetti
Il 18 maggio 2019 è stato inaugurato un collegamento pedonale in grado di facilitare l'accesso dalle aree di sosta dell'autostrada al sito archeologico di Luni. I progetti per la costruzione sia della terza corsia che della terza corsia dinamica nel tratto Santo Stefano-Viareggio sono stati definitivamente cancellati.